# Zakazane zabawy

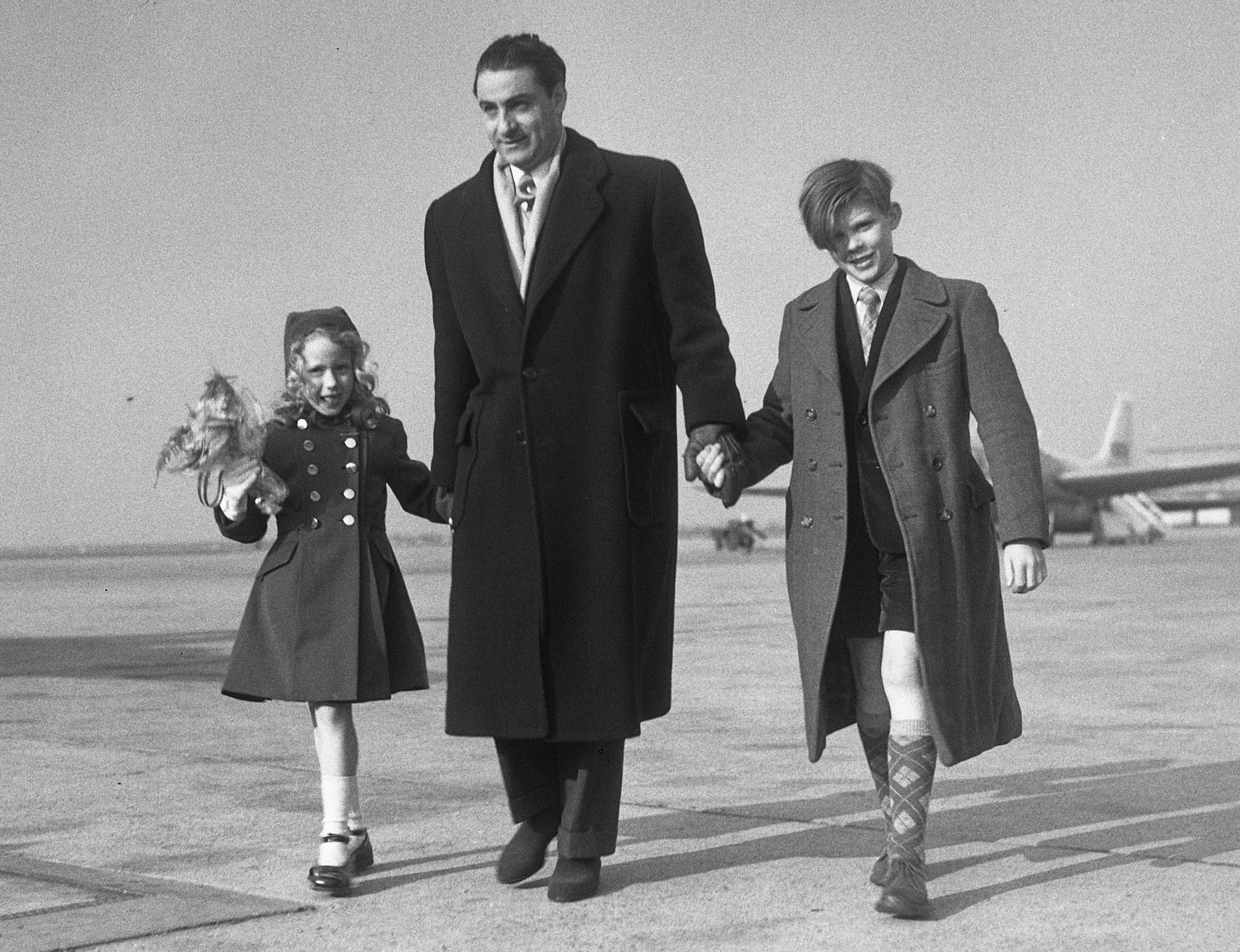
Brigitte Fossey, René Clément i Georges Poujouly w 1953.

Zakazane zabawy (fr. Jeux interdits) – francuski dramat wojenny z 1952 roku w reżyserii René Clémenta. Zdjęcia kręcono w departamentach Alpy Górnej Prowansji (most Aiguines, Peyroules) oraz Dolina Oise (opactwo Notre-Dame du Val).
Mimo początkowego braku sukcesu frekwencyjnego w rodzimej Francji, film okazał się przebojem kasowym za granicą. Obraz był wielokrotnie wyróżniany na najważniejszych festiwalach filmowych m.in. w Wenecji i Nowym Jorku.

## Fabuła
Akcja filmu rozgrywa się w czerwcu 1940 roku podczas kampanii francuskiej w trakcie II wojny światowej. Pięcioletnia Paulette, ewakuowana z Paryża samochodem przez rodziców, zostaje w wyniku nalotu bombowego całkowitą sierotą (matka i ojciec giną w wyniku ostrzelania cywilnych uchodźców przez niemieckie samoloty Luftwaffe). Dziewczynka, znaleziona przez jedenastoletniego Michela, trafia do wiejskiego gospodarstwa, gdzie zajmuje się nią jego rodzina. Dzieci, w tajemnicy przed dorosłymi, zaprowadzają osobliwy rytuał, polegający na grzebaniu zwierząt oraz wieńczeniu mogił kradzionymi krzyżami. Inspiracją tych zachowań była rozmowa wieśniaków, którzy dyskutując na temat nalotu twierdzili, że ofiar było tak dużo, że „grzebane były jak psy”.
Problem zaczyna się, gdy o tej dziecięcej grze dowiadują się dorośli, a we wsi wybucha skandal (po kradzieży 14 krzyży z miejscowego cmentarza).

## Obsada
- Georges Poujouly – Michel
- Brigitte Fossey – Paulette
- Philippe de Chérisey – Francis
- Jacques Marin – Georges
- Lucien Hubert – Dollé

## Nagrody
- 1952: Złoty Lew na 13. MFF w Wenecji
- 1953: Oscar dla najlepszego filmu nieanglojęzycznego
- 1954: BAFTA za najlepszy film

Ponadto film został wyróżniony przez stowarzyszenie nowojorskich krytyków filmowych. Z danych statystycznych wynika, że film w całej Francji obejrzało 4 910 835 widzów przez cały okres jego wyświetlania.